# Weserbergland

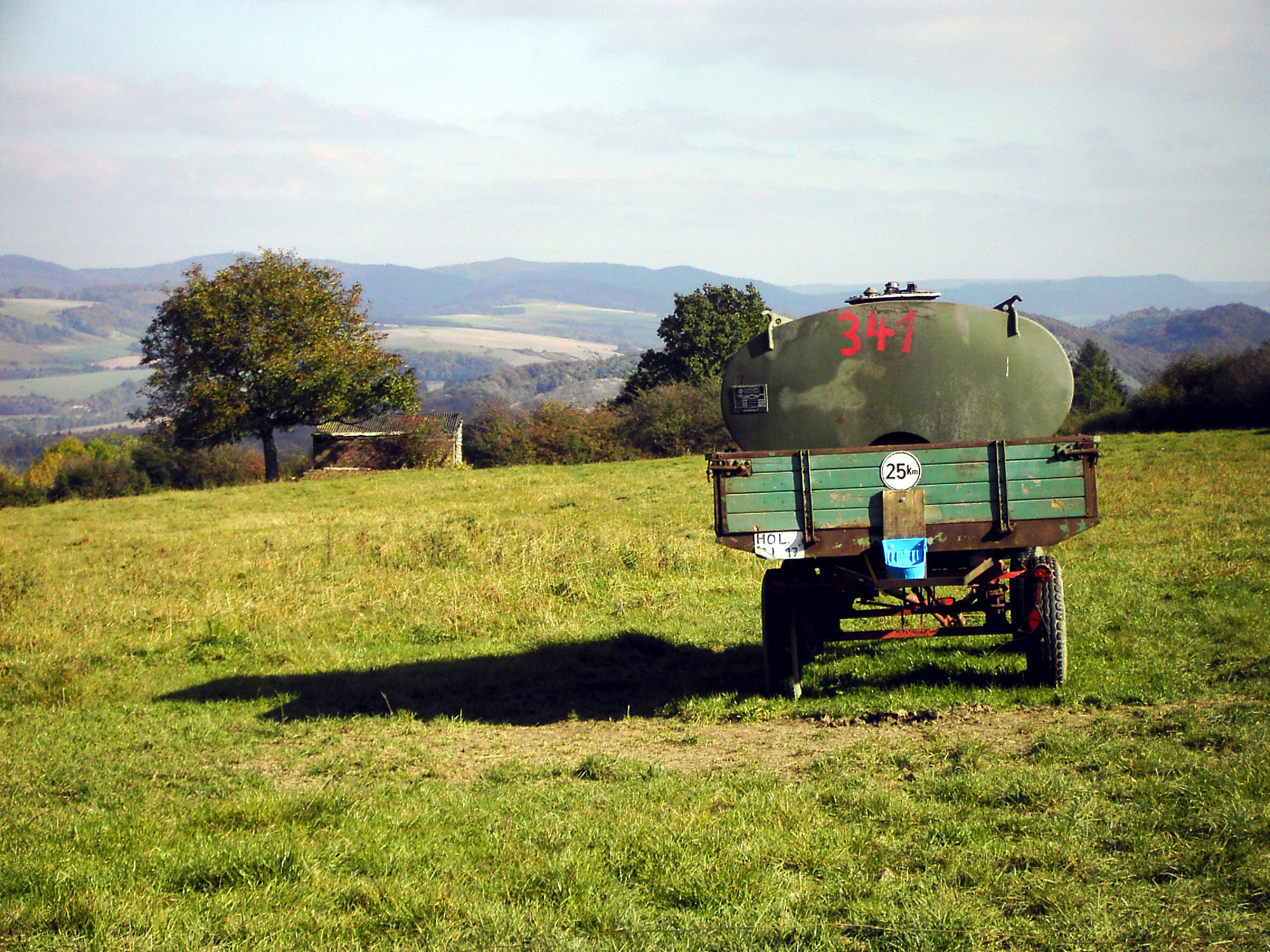
Weseridyll

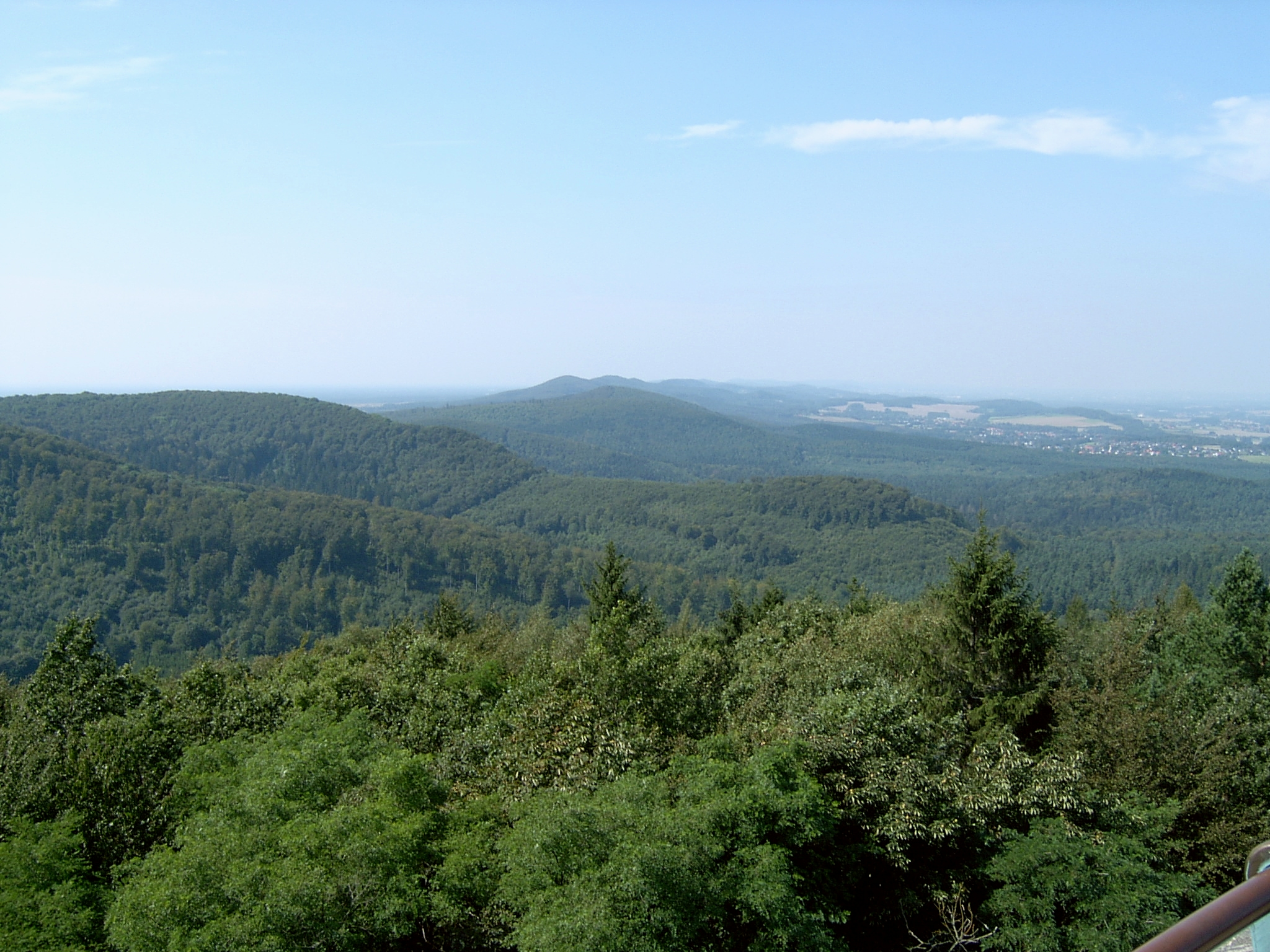
Bok- och ekskog i mellersta Tyskland

Weserbergland är en del av ’’Niedersächsische Bergland’’  i  Tyskland  - norra  Hessen, östra  Nordrhein-Westfalen och södra Niedersachsen. Det ligger mellan Hann. Münden och Minden vid floden  Weser där den flyter ut på nordtyska låglandet.

## Historia
Området var under medeltiden indelat i ett stort antal små furstendömen.
Under 30-åriga kriget uppblandades den tyska befolkningen med svenska militärer. Så idag kan man där hitta efternamn som också finns i Sverige, till exempel Grönning, Gröne, Lindberg, Lindvall, Lindman och Vallberg samt -son som Ivarson (på tyska: Ew(v,b)ers, Ew(v,b)ert, Eversen m.m.).

## Geografi
I Weserbergland finns betydande skogsområden som Teutoburgerskogen, Solling, Süntel och Wiehengebirge med stora bok- och ekskogar.

## Kultur
I området utvecklades en egen arkitektur. Mellan 1520 och 1640 uppstod nämligen den s.k. Weserrenässansen som innebar en stor tillkomst av renässanssarkitektur. Exempel på den är 
- Rattenfängerhaus i Hameln
- Klostret Corvey

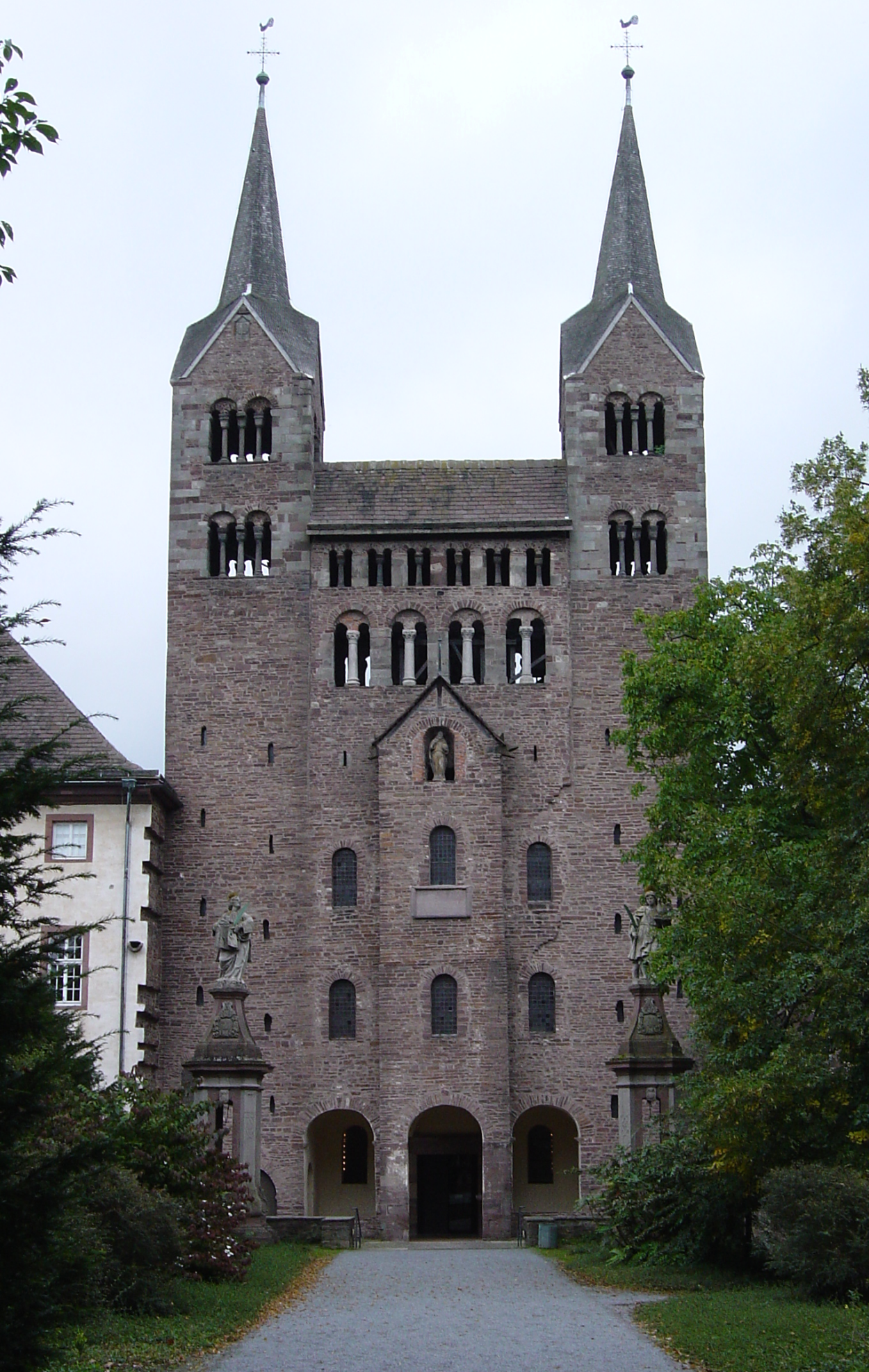
Västfasaden till klosterkyrkan i Corvey.

Bekanta är Råttfångaren från Hameln, baron Münchhausen och de sagor som skrevs av Bröderna Grimm där exempelvis Snövit ska utspelas i Alfeld och Törnrosa som ska ha varit fången i slottet Sababurg vid Hofgeismar, cirka 20 km nordväst om Hann. Münden.

## Större städer
- Dassel
- Hann. Münden
- Hameln
- Holzminden
- Minden
- Uslar

## Kända personer
- Arminius
- August Heinrich Hoffmann von Fallersleben